# Le Bled (magazine)
Pour les articles homonymes, voir Le Bled et Bled.
Le Bled est un journal de la presse militaire coloniale française publié de 1955 à 1962, qui a acquis une certaine notoriété pendant la Guerre d'Algérie. Cet hebdomadaire d’information militaire était publié par le service d’action psychologique et d’information de l'Armée française, avec un tirage très important pour l'époque, de 300 000 à 350 000 exemplaires chaque semaine, et un recours massif à la photographie, y compris en première page et en mettant à contribution les appareils photos du demi-million d'appelés du contingent en Algérie, qui formaient aussi le lectorat du journal.

## Histoire

### Contexte et création

#### Les précédents
Après des débuts timides lors de la Première Guerre mondiale, une presse militaire dite « indigène » connaît un développement lors de la Seconde Guerre mondiale et surtout ensuite, lors de la guerre d’Indochine avec la création de quantité de titres destinés d’une part aux troupes provenant des différents territoires de l’Union française et d’autre part à celles des armées nationales (vietnamienne, cambodgienne et laotienne) nouvellement créées. Parmi ces titres, Tre (Le Clairon, 10 000 exemplaires) mensuel de langue cambodgienne destiné aux militaires cambodgiens.
À Alger, en 1949, le 13e régiment de tirailleurs sénégalais publie un Bulletin de Liaison et, en 1951-1952, l’aumônerie militaire catholique un bulletin bimestriel Notre foi, Bulletin Catholique des Soldats Africains, à destination des tirailleurs sénégalais catholiques.
En novembre 1954-juillet 1955, l'annexe algérienne du SCA, trop faiblement pourvue, ne parvient pas à faire face aux nombreux besoins en images du ministère de la défense, d'où en mars 1955, la décision de missionner un an plus tard sur place deux reporters militaires pour « faire de l’image » dans les zones opérationnelles (mission Pascucci-Chouler), du nom des deux reporters, le photographe Bernard Pascucci et le cameraman Guy Chouler, fin d’alimenter en images la presse nationale et internationale, le tout sur fond de création d’un bureau psychologique régional (BPR) et de trois bureaux psychologiques divisionnaires en Algérie. Les doctrines de guerre et d’action psychologiques constituent alors les nouveaux paradigmes stratégiques des états-majors français.

#### L’action psychologique, nouvelle doctrine militaire
Pendant la guerre d’Algérie, de très nombreux périodiques sont créés dans le cadre de l’« action psychologique » mais la Guerre d'Algérie enregistre paradoxalement beaucoup moins de création de journaux à destination des troupes musulmanes nord-africaines ou des militaires issus des différents territoires africains et malgache, les services chargés de la propagande et des actions psychologiques préférant l’utilisation massive des affiches, des tracts, de la radio, du cinéma et même de la télévision.

#### Le contexte particulier de la création en décembre 1955
Le Bled (magazine) a ensuite été créé en décembre 1955  par le général Henri Lorillot, chef d'État-Major des armées, dans le cadre des activités du 5e bureau.
Le contingent des appelés augmente rapidement en 1955, après les massacres du Constantinois, lors d'un décret pour rappeler soixante mille hommes sous les drapeaux, dont la plupart n’ont aucune envie de partir et alors que les premières manifestations politiques contre la Guerre d’Algérie
 ont lieu. Ces appelés sont les témoins des promesses non tenues et sont partis en octobre 1955: ils auraient dû rester six mois, mais l'État les fait rentrer avant Noël, notamment à cause des Élections législatives françaises de 1956, qui voient la formation, dans les semaines précédentes, du Front républicain (1956).
Les manifestations d’insoumission des trains d'appelés du contingent en Algérie de Marseille, en 1955, puis en 1956, prennent la forme d'un mouvement spontané, moins en 1956. La majorité est encore à 21 ans alors que certain fêtent leurs vingt ans en Algérie.   Cependant, les rappelés de 1956 sont plus âgés, savent déjà ce qui les attend, d'où un mouvement plus fort que celui de 1955, marqué par la non-préparation à la fois des autorités et des rappelés. En 1956, les autorités s’y sont bien préparées, notamment via  les rapports des Renseignements généraux, sur les encadrements politiques attendus du mouvement.
Selon le ministère de l’Intérieur, un train d'appelés du contingent en Algérie sur cinq fait l’objet de troubles au printemps 1956, estimation sans doute inférieure aux chiffres réels, selon les historiens. Le soutien politique diminue ensuite, lorsque la SFIO au pouvoir s'engage dans la guerre. Les appelés se retrouvent un peu isolés, pratiquant une sorte de "résistance passive" et d’intériorisation de la  contestation, dans les tenues vestimentaires, l’hygiène, et surtout le retard au retour des permissions, quasiment systématique, jusqu’en 1961, le commandement militaire  publiant de ce fait directive sur directive pour dire : « Si tu arrives en retard, c’est l’un de tes camarades qui partira en retard en permission ».
Dans leurs correspondances, comme lettres de Jean Müller, ils vont en faire part à la famille, à la fiancée, aux frères, aux sœurs, à qui l’on peut dire davantage de choses qu’aux parents. La résistance prend aussi la forme de témoignages par le biais de photographies, parfois prises dans le cadre de certaines opérations, ce qui est interdit, afin de s’opposer à la guerre.
Le Dossier Müller est la publication posthume en 1956, par les Cahiers du Témoignage Chrétien, des lettres écrites par Jean Müller, jeune responsable scout alors qu'il était mobilisé en Algérie, et qui ont révélé aux Français l'usage de la torture pendant la guerre d'Algérie. Peu après démarre le mouvent des Soldats du refus, une quarantaine de communistes, appelés du contingent, ayant refusé entre juillet 1956 et mai 1959 de participer à la guerre d'Algérie. Parmi eux, Serge Magnien, premier secrétaire national de l'Union des étudiants communistes (UEC) recréée au XIVe congrès du Parti communiste français en juillet 1956.

### Tirage, vocation et gratuité
Le journal est installé Boulevard La Ferrière, aménagé en square à gradins à l'angle du Boulevard Baudin, dans les locaux de la Dépêche algérienne. Il se veut organe d’information et de liaison entre les unités. Tiré à  300 000 puis à 350 000 exemplaires et diffusé gratuitement, il est paru de décembre 1955 à 1962. D'autres « grands » titres de la presse coloniale militaire tels que Le Courrier d’Égypte, Caravelle (journal), Tropiques, ou Képi-Blanc ont acquis une certaine notoriété mais moindre. Conçu comme un instrument de propagande destiné à « remonter » le moral des troupes, Le Bled est au centre de la panoplie de l’action psychologique, essentiellement destinée aux appelés du contingent en Algérie, dont l’enthousiasme n’était pas assez grand, selon l'État-major.
L'armée demandait aux appelés, outre leur mission de «maintien de l’ordre » , d’inclure dans leur correspondance une documentation appropriée, photographies, dépliants, mais aussi des articles trouvés dans Le Bled. Ils devaient devenir  «informateurs de l’opinion publique française » en diffusant des messages sur l’importance stratégique de l’Algérie: «Si le soldat informe, le Métropolitain comprend et aide le soldat. Si le soldat n’informe pas, le Métropolitain ne sait pas et dénigre » écrit alors la publication officielle.

### Ligne éditoriale
Le Bled avait pour but de valoriser l’œuvre française en Algérie et l’action militaire, par l’exaltation de faits d’armes et d’actes héroïques. De nombreux articles abordaient la «pacification » et la nécessité de «réapprivoiser » la population, comme celui du 1er février 1956.
Dès les premiers numéros, par exemple en février 1956, et comme dans d’autres publications du ministère de la Défense nationale et des forces armées, par exemple la Revue de Défense nationale et la Revue militaire d’information, l’Algérie est présentée comme l’ultime rempart de l’Europe face à une invasion soviétique s’opérant par l’Égypte et l’Afrique du Nord
La couverture du journal, en mars 1956, est occupée par la photographie d’un enfant au regard plongé dans celui du lecteur, la légende affirmant en caractères rouges : «Ils ont brûlé son école ». L’armée encourageait parallèlement les appelés à faire du zèle par la remise d’une médaille, dite de «valeur militaire »  que certains soldats comme Benoît Rey se disent fiers d'avoir raté.
Le journal s'attire rapidement de nombreuses critiques: traiter la population algérienne en inférieure revenait à se comporter, aux yeux de certains jeunes Français, comme les nazis l’avaient fait, estime la lettre d’un lecteur au Bled, novembre 1957, même si aux débuts du conflit algérien, il n’avait pas la netteté des contours que la mémoire avait tracés sur les précédents conflits.

### Direction du journal et collaborateurs
Rapidement l’état major militaire constata la collusion des partisans de l’Algérie française et des responsables du journal, qui est dirigé dès 1956 par le chef d'escadron Guy Caniot, qui avait l’expérience de la guerre psychologique en Indochine. Affecté en 1954 au Service information du ministre de la Défense, il y avait fait venir des spécialistes de l’action psychologique.
Envoyé en mission en Algérie en novembre 1954, il a fait un rapport sur la guerre psychologique qui a été apprécié par le général Clément Blanc, chef d'État-Major des armées. Avec la bénédiction du général Raoul Salan, il fait du Bled un organe de combat pour l’Algérie française.
Ses éditoriaux politiques, soumis au commandement, sont critiqués par les médias progressistes. En 1958, le ministre Jacques Chaban-Delmas y fait affecter Lucien Neuwirth, qui adopte la même ligne politique dans la perspective du complot gaulliste, qui aboutira au Coup d'État du 13 mai 1958.
Guy Caniot est de plus en plus exposé. Les prises de positions « Algérie française » du journal un peu avant le coup d'État du 13 mai 1958 provoquèrent sa mutation à Paris : le numéro 109, du 10 mai 1958, consacré à Jeanne d'Arc, affirme de façon prémonitoire que l'heure est venue de donner à la France un gouvernement de salut public. Celui du 16 mai fait appel au général de Gaulle. Le 6 août, le Bled évoque le système et ses tares, héritage de la Constitution de 1946, sous les traits de Pierre Mendès France, à qui le général de Gaulle promet que l’officier responsable sera sanctionné.
Le 28 septembre, le Cri du peuple revendique la mise au pas de Salan et du Comité de Salut public. Le Bled y est décrit comme le journal des factieux. Salan est son protecteur, mais il est remplacé par le tandem Delouvrier-Challe. Caniot à son tour est muté au 12e RCA, et la direction du Bled est transférée à Paris, d’où sa ligne éditoriale sera contrôlée par le gouvernement.
Devenu commandant, Caniot se ralliera au Putsch des Généraux en avril 1961.
Le dessinateur Cabu mettra ses compétences au service du Bled en tant qu’appelé du contingent pendant la guerre d’Algérie.

### Format magazine et recours à la photo
Le journal est resté connu pour son recours à la photo, y compris la photo amateur pratiquée par les appelés du contingent, ce qui a enrichi la documentation disponible sur la Guerre d'Algérie en des lieux où la presse n'était pas toujours la bienvenue. La collection photographique du journal forme un ensemble estimé à 45 000 photographies, conservées à l’Établissement de communication et de production audiovisuelle de la Défense (ECPAD). Cette collection est librement consultable à la médiathèque du fort d’Ivry-sur-Seine, mais les légendes d’origine ne sont pas parvenues à l’ECPAD en ce qui concerne la période 1955-1958 de la collection du Bled. Le fonds d'images amateur relatif à la guerre d’Algérie proprement dite s’élève à 23000 photographies, réparties dans dix-huit collections, et à douze films, répartis dans la série FA (pour « Film amateur »).  
L’essor important de la photographie amateur en Algérie se retrouve dans un article du journal écrivant à destination des appelés du contingent: "Cette terre d’Algérie […] vous l’avez quasi tous photographiée avec votre appareil ou avec celui d'un copain". Il découle de la démocratisation de l’accès au procédé photographique au début des Trente Glorieuses, après 1945, mais aussi de l’envoi massif des soldats du contingent à partir de 1955-1956, lorsque se durcit une tension qui devient la Guerre d'Algérie.
La hiérarchie militaire tolère cette pratique photographique au sein du journal, dans un cadre réservé à celui de la vie quotidienne du soldat et de ses camarades. L’appréhension des sujets photographiés et filmés, avec le feu vert plus ou moins formalisé de la hiérarchie directe, diffère de l’usage professionnel.
Des concours photographiques sont organisés ou relayés par l’autorité militaire, comme celui du 26 septembre 1959. La politique militaire d’encouragement de la photographie amateur s’inscrit alors dans le cadre plus vaste d’un processus de formatage de la vision des jeunes appelés.

### Autres recours à la photo et au film militaire pendant la Guerre d'Algérie

#### Marc Flament et les parachutistes
D'autres reportages photographiques militaires développent une esthétique confinant à la mythification sacrificielle du soldat parachutiste comme lors de la publication d’une série d’ouvrages co-signés par le sergent-chef Marc Flament avec le colonel Bigeard pendant la guerre d’Algérie Parmi eux, celui sur l'agonie du sergent-chef Sentenac, déjà figure héroïque de la bataille de Diên Biên Phu, avec une série de photo qui paraissent également dans le magazine Paris Match en février 1959 et même après. Lorsqu’il arrive en Algérie le 24 juillet 1956, Marc Flament, 26 ans, vient d’effectuer deux séjours en Indochine au sein des parachutistes coloniaux. Passionné de dessin, il réalise à des caricatures de presse en Indochine pour la revue Caravelle et pense arriver sur un poste de dessinateur de presse. Il est en fait attendu sur un poste de photographe auprès du colonel Massu et accepte alors qu’il ne connaît presque rien à la photographie.

#### Le cinéma militaire en reportage
Durant la guerre d'Algérie, la subordination du Service cinématographique des Armées (SCA), implanté au fort d'Ivry depuis 1946, au cinquième bureau ne fait aucun doute. Il sera transformé en Établissement cinématographique des armées (ECA) en 1961 puis en Établissement cinématographique et photographique des armées (ECPA) en 1969, pour devenir l'actuel Établissement de communication et de production audiovisuelle de La Défense (ECPAD) le 18 avril 2001, devenant un établissement public à caractère administratif (EPA). Selon l’historien Sébastien Denis précise : « En tant qu’élément de la propagande centralisée au niveau du cinquième bureau, la définition de la section
‟Algérie” du SCA comme outil d’action psychologique est affirmée à deux reprises au plus haut niveau de la hiérarchie militaire en Algérie. Une note secret confidentiel du directeur de cabinet du général Raoul Salan en avril 1957 sur les ‟reportages opérationnels du SCA” est reprise en mai 1959 par le colonel de Boissieu, chef d’état-major du général Challe. La stricte dépendance du service au cinquième bureau et dans une moindre mesure à la délégation générale est centrale dans cette fiche d’emploi ».